# Tunnelton
Tunnelton est une ville américaine située dans le comté de Preston en Virginie-Occidentale.
Selon le recensement de 2010, Tunnelton compte 294 habitants. La municipalité s'étend sur 0,33 milles carrés (0,85 km2).
Autrefois appelée Cassidy’s Summit, la ville doit son nom actuel à sa position à la sortie du plus long tunnel de la Baltimore and Ohio Railroad. Elle devient une municipalité en 1897.